# بیبوتیبوشان باندوپادهای
بیبوتیبوشان باندوپادهای (انگلیسی: Bibhutibhushan Bandyopadhyay؛ ۱۲ سپتامبر ۱۸۹۴ – ۱ نوامبر ۱۹۵۰ (aged ۵۶)) یک نویسنده، و رمان‌نویس اهل هند بود. مشهورترین اثر او پاتر پانچالی است که در سه‌گانه ساتیاجیت رای و فیلم دیگر او، پاتر پانچالی مورد استفاده قرار گرفته است.